# Max Payne 3
Max Payne 3  is een third-person shooter uit 2012 uitgegeven door Rockstar Games. Het is het derde deel uit de Max Payne-reeks.

## Gameplay
Max Payne 3 is een third-person shooter waarin de speler in de huid kruipt van Max Payne.
Max Payne 3 stelt de speler in staat bullettime te gebruiken, een mode waarin de tijd vetraagt terwijl de speler in real-time kan blijven richten waardoor de speler met uiterste precisie kan schieten. Ook de zogeheten shootdodges (het opzij, naar achter, en naar voren springen) kunnen Max hierbij helpen. Deze bewegingen zorgen er ook voor dat Max kogels kan ontwijken.

## Ontvangst
| \| Recensiescore \| Recensiescore \| \| Recensieverzamelaar \| Score \| \| ------------------- \| ----------------------------------------------- \| \| GameRankings \| (pc) 85,67%[2] (PS3) 86,08%[3] (X360) 84,75%[4] \| \| Metacritic \| (pc) 87/100[5] (PS3) 87/100[6] (X360) 86/100[7] \| \| Publicist \| Score \| \| Gamer.nl \| 9/10[8] (pc) 9/10[9] \| \| Power Unlimited \| (X360) 95/100[10] \| \| Tweakers \| (X360) 9/10[11] \| \| FOK! \| (PS3)7/10[12] \| |                                        |
| Recensiescore |                                        |
| Recensieverzamelaar | Score                                  |
| GameRankings | (pc) 85,67% (PS3) 86,08% (X360) 84,75% |
| Metacritic | (pc) 87/100 (PS3) 87/100 (X360) 86/100 |
| Publicist | Score                                  |
| Gamer.nl | 9/10 (pc) 9/10                         |
| Power Unlimited | (X360) 95/100                          |
| Tweakers | (X360) 9/10                            |
| FOK! | (PS3)7/10                              |